# Бєлов Андрій Іванович
Андрі́й Іва́нович Бєло́в (1917 — 2001) — начальник військ зв'язку Збройних Сил СРСР з 1970 по 1987 рік, маршал військ зв'язку СРСР (1973).

## Біографія
У РСЧА з 1938 року. Брав участь у радянсько-фінській війні 1939—1940 років.
У 1940 році закінчив Військову електротехнічну академію. З того ж року на посаді інженера з технічних засобів зв'язку бригади.
З 1942 року начальник зв'язку танкової бригади, начальник відділу зв'язку механічного корпусу.
Після німецько-радянської війни начальник зв'язку з'єднань, на викладацькій роботі у Військовій академії зв'язку.
У 1957—1960 роках — начальник військ зв'язку Туркестанського військового округу, у 1960—1968 роках — Ракетних військ стратегічного призначення.
З 1970 року начальник військ зв'язку міністерства оборони СРСР, з 1977 по 1987 рік — начальник зв'язку Збройних сил СРСР — заступник начальника Генштабу СРСР.